# People's Choice Awards
People's Choice Awards là chương trình giải thưởng Mỹ nhằm công nhận nhân vật và tác phẩm trong văn hóa đại chúng, được bầu chọn bởi cộng đồng chung. Chương trình được tổ chức thường niên kể từ năm 1975. Chương trình được trình chiếu trên đài CBS và được sản xuất bởi Mark Burnett. Tại Canada, chương trình được chiếu trên hệ thống Global.
Bob Stivers, nhà sáng lập của giải thưởng, là người sản xuất chương trình đầu tiên vào năm 1975.

## Hạng mục cũ
Đây là một số hạng mục trước đây của Giải thưởng People's Choice:
| - Favorite Movies - Favorite Movie Actor - Favorite Movie Actress - Favorite Action Movie - Favorite Action Actor - Favorite Action Actress - Favorite Animated Movie - Favorite Animated Movie Voice - Favorite Cast - Favorite Comedy Movie - Favorite Comedic Movie Actor - Favorite Comedic Movie Actress - Favorite Dramatic Movie - Favorite Dramatic Movie Actor - Favorite Dramatic Movie Actress - Favorite Family Movie - Favorite Horror Movie - Favorite Thriller Movie - Favorite Sci-Fi/Fantasy Movie - Favorite Movie Icon - Favorite Comedic Collaboration - Favorite Social Media Celebrity - Favorite Social Media Star - Favorite Mobile Game - Favorite Video Game - Favorite YouTube Star - CBS.com's Favorite Digital Obsession | - Favorite TV Show - Favorite Network TV Comedy - Favorite Comedy TV Actor - Favorite Comedy TV Actress - Favorite Network TV Drama - Favorite Dramatic TV Actor - Favorite Dramatic TV Actress - Favorite Cable TV Comedy - Favorite Cable TV Drama - Favorite Cable TV Actor - Favorite Cable TV Actress - Favorite Premium Cable TV Show - Favorite Premium Cable TV Actor - Favorite Premium Cable TV Actress - Favorite TV Crime Drama - Favorite Horror Show - Favorite Crime Drama TV Actor - Favorite Crime Drama TV Actress - Favorite Network Sci-Fi/Fantasy Show - Favorite Cable Sci-Fri/Fantasy Show - Favorite Sci-Fi/Fantasy Actor - Favorite Sci-Fi/Fantasy Actress - Favorite Competition TV Show - Favorite Daytime TV Host - Favorite Daytime TV Hosting Team - Favorite Late Night Talk Show Host - Favorite Streaming Series - Favorite TV Bromance - Favorite Actor in a New TV Series - Favorite Actress in a New TV Series - Favorite Animated TV Show - Favorite New TV Comedy - Favorite New TV Drama |

## Hạng mục hiện tại
Buổi lễ đầu tiên năm 1975 có 14 hạng mục. Trong năm 2016, 74 danh mục đã được thành lập.

Tính đến năm 2018, đây là các danh mục hiện tại:
| - Movie of the Year - Comedy Movie of the Year - Action Movie of the Year - Drama Movie of the Year - Drama Movie Star of the Year - Male Movie Star of the Year - Female Movie Star of the Year - Comedy Movie Star of the Year - Action Movie Star of the Year - Social Star of the Year - Beauty Influencer of the Year - Social Celebrity of the Year - Animal Star of the Year - Comedy Act of the Year - Style Star of the Year - Game Changer of the Year - Pop Podcast of the Year - Video Game of the Year - Athlete of the Year | - Drama Show of the Year - Comedy Show of the Year - Revival Show of the Year - Reality Show of the Year - Competition Show of the Year - Male TV Star of the Year - Female TV Star of the Year - Drama TV Star of the Year - Comedy TV Star of the Year - Daytime Talk Show of the Year - Nighttime Talk Show of the Year - Competition Contestant of the Year - Reality TV Star of the Year - Bingeworthy Show of the Year - Sci-Fi/Fantasy Show of the Year - Nam nghệ sĩ của năm - Nữ nghệ sĩ của năm - Nhóm nhạc của năm - Bài hát của năm - Album của năm - Country Artist of the Year - Latin Artist of the Year - Music Video of the Year - Concert Tour of the Year |